# 伊尔茨巴克
伊尔茨巴克（法語：Hirtzbach，法語發音：[iʁtsbak]）是法国上莱茵省的一个市镇，位于该省南部，属于阿尔特基什区。

## 地理
伊尔茨巴克（47°35'55"N, 7°13'25"E）面积13.91 平方千米，位于法国大東部大區上莱茵省，该省份为法国东部内陆省份，是阿尔萨斯的一部分，今与下莱茵省组成了阿尔萨斯欧洲集体，其北临下莱茵省，西接孚日省，西南接贝尔福地区省，东侧沿莱茵河与德国相望，南与瑞士接壤。
与伊尔茨巴克接壤的市镇（或旧市镇、城区）包括：卡尔斯帕克、因德林根、菲勒伦、拉尔吉岑、伊尔桑格、阿尔特基什。
伊尔茨巴克的时区为UTC+01:00、UTC+02:00（夏令时）。

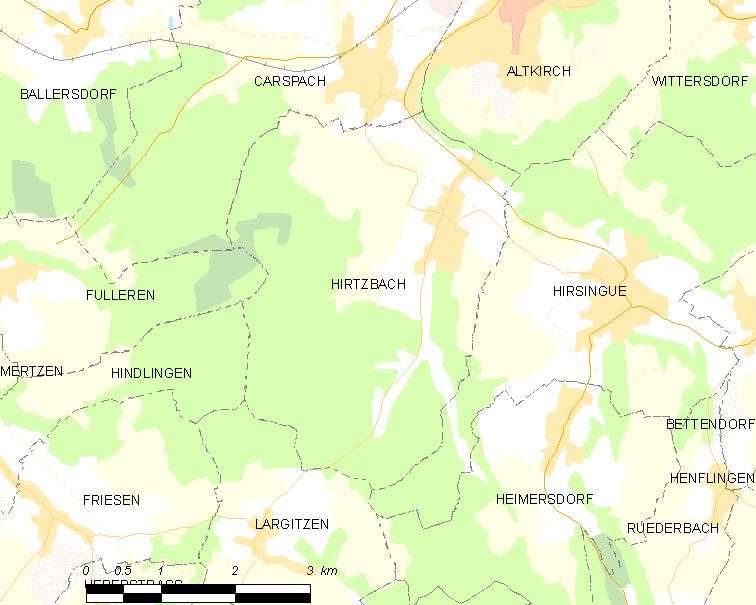
伊尔茨巴克的OSM定位图

## 行政
伊尔茨巴克的邮政编码为68118，INSEE市镇编码为68139。

## 政治
伊尔茨巴克所属的省级选区为阿尔特基什县。

## 人口

1962-2008年间伊尔茨巴克人口变化图示

伊尔茨巴克于2022年1月1日时的人口数量为1438人。